# Botswana Defence Force XI FC
Botswana Defence Force XI Football Club w skrócie Botswana Defence Force XI FC – botswański klub piłkarski grający w pierwszej lidze botswańskiej, mający siedzibę w mieście Mogoditshane.

## Sukcesy
- I liga[1]:
  - mistrzostwo (7): 1981, 1988, 1989, 1991, 1997, 2002, 2004

- Puchar Botswany[2]:
  - zwycięstwo (3):  1989, 1998, 2004
  - finał (5): 1991, 1995, 2005, 2006, 2009

## Występy w afrykańskich pucharach
| Sezon | Rozgrywki                 | Runda   | Kraj                          | Klub                         | Dom | Wyjazd | Dwumecz |
| ----- | ------------------------- | ------- | ----------------------------- | ---------------------------- | --- | ------ | ------- |
| 1982  | Puchar Mistrzów           | 1       | Zimbabwe                      | Dynamos FC                   | 1–2 | 2–2    | 3–4     |
| 1989  | Puchar Mistrzów           | wstępna | Dżibuti                       | Matlama FC                   | 4–1 | 1–0    | 5–1     |
| 1989  | Puchar Mistrzów           | 1       | Zambia                        | Nkana Red Devils             | 1–1 | 1–4    | 2–5     |
| 1990  | Puchar Mistrzów           | wstępna | Madagaskar                    | AS Sotema                    | 2–1 | 0–1    | 2–2     |
| 1992  | Puchar Mistrzów           | wstępna | Eswatini                      | Mbabane Highlanders FC       | 1–1 | 0–1    | 1–2     |
| 1998  | Liga Mistrzów             | wstępna | Malawi                        | Telecom Wanderers            | 1–1 | 0–3    | 1–4     |
| 1999  | Puchar Zdobywców Pucharów | wstępna | Madagaskar                    | FC Djivan                    | 3–1 | 0–0    | 3–1     |
| 1999  | Puchar Zdobywców Pucharów | 2       | Południowa Afryka             | Orlando Pirates              | 1–3 | 0–6    | 1–9     |
| 2002  | Puchar CAF                | 1       | Zambia                        | Kabwe Warriors               | –   | –      | –       |
| 2002  | Puchar CAF                | 2       | Egipt                         | Al-Masry Port Said           | 4–2 | 0–2    | 4–4     |
| 2003  | Liga Mistrzów             | wstępna | Tanzania                      | Simba SC                     | 1–3 | 0–1    | 1–4     |
| 2005  | Puchar Konfederacji       | 1       | Angola                        | Atlético Petróleos do Namibe | 3–1 | 1–1    | 4–2     |
| 2005  | Puchar Konfederacji       | 2       | Demokratyczna Republika Konga | FC Saint Eloi Lupopo         | 1–0 | 0–2    | 1–2     |
| 2015  | Puchar Konfederacji       | wstępna | Tanzania                      | Young Africans SC            | 2–1 | 0–2    | 2–3     |

## Stadion
Domowe mecze klub rozgrywa na stadionie o nazwie SSKB Stadium w Gaborone, który może pomieścić 2500 widzów.

## Reprezentanci kraju grający w klubie od 2005 roku
Stan na kwiecień 2023.
| - Ernest Amos - Nelson Gabolwelwe - Moshe Gaolaolwe - Kobamelo Kebaikanye - Thabiso Khunwane - Keeagile Kobe - Jones Kwape - Richard Legwaila - Pelontle Lerole - Ndiapo Letsholathebe - Mpho Mabogo - Boitumelo Mafoko - Thebe Maiketso - Modiri Marumo - Mwampole Masule - Godiraone Modingwane - Michael Mogaladi - Mokgathi Mokgathi - Keolopile Molemi - Phenyo Mongala - Otlantshekela Mooketsi - Shepard Mosekgwa - Moreestsi Mosimanyana | - Patrick Motsepe - Thato Ogopotse - Michael Pepukani - Kgakgamatso Pharo - Bonolo Phuduhudu - Kabelo Seakanyeng - Onkabetse Seforo - Gobonyeone Selefa - Gaopatwe Seosenyeng - Phenyo Serameng - Patrick Sunday - Kennedy Taukobong - Godfrey Tauyatswala - Donald Thobega - Mompati Thuma - Lemponye Tshireletso - Boitshoko Zikhale - Lehlomela Ramabele - Jimmy Zakazaka - Roger Katjiteo - Lubigisa Madata - Rashid Mandawa |